# Cedar (Colombie-Britannique)
Cedar est une communauté de la Colombie-Britannique située dans le district régional de Nanaimo.